# Jack (webképregény)
A Jack egy furry webképregény, melynek alkotója David Hopkins. A Jack cselekménye egy kitalált világban játszódik, melyet antropomorf állatok népesítenek be. A webképregény környezete a keresztény hitvilágra épül, központjukban az isteni ítélet és túlvilági élet áll. A sorozat gyakran visszatérő elemei közé tartozik a nemi erőszak, a kábítószer-használat, a szitkozódás, a nemi közösülés, a vérfertőző kapcsolat, a kannibalizmus, a brutális erőszak valamint a pokol borzalmai.
A webképregény címszereplője, Jack egy ráncos, zöld nyúl, a pokol lakója és a haragnak, az egyik halálos bűnnek a megtestesülése. Büntetése, hogy ő töltse be a Nagy Kaszás szerepét. Életében a halál igazságtalansága, többek között szeretteié, szították fel dühét. Mint a Nagy Kaszás kénytelen még több halállal szembesülni, azzal, ami átkozott sorsára kárhoztatta. Jack megpróbálja visszaidézni életében elkövetett bűneit, hogy így megbocsátást nyerjen. Ez azonban nem olyan könnyű számára, mivel másik büntetése, hogy minden emlékét elveszítette földi életéről.
A Jack társnyertese volt a 2004-es Web Cartoonists’ Choice-díjnak „legjobb drámai képregény” kategóriában. Egyike a világháló legolvasottabb webképregényeinek, mely felkerült a BuzzComix, a TopWebComics, és a The Webcomic List 100-as toplistáira is.

## Áttekintés
A Jack különböző életviteleket mutat be, valamint azok az emberre és környezetére visszaható következményeit. Visszatérő téma a betegség, az erőszak, a gyilkosság és öngyilkosság, a gyász és a megváltás. A képregény több fejezetre, rövidebb történetre oszlik, melyek hossza eltérő, csakúgy mint rajzstílusuk és színek megjelenése. A különböző történetek a pokolban, a Földön, a mennyben vagy a purgatóriumban játszódnak. A Földön játszódó történetek nem feltétlenül időrendben követik egymást, a mennyben és a pokolban pedig egyáltalán nincs jelentősége az időnek. A Jack-világában a szereplők szeme helyzetüket is tükrözik: a bűnöknek nincs pupillájuk; az élő lelkeknek és az angyaloknak a teljes pupillájuk látható, a holtak lelkeinek pedig pontszerű a pupillájuk amíg fel nem ismerik elkövetett bűneiket.
A Jack a keresztény hagyományokon és tradíciókon alapszik, de világának törvényei nem feltétlenül felelnek meg vagy vannak összhangban a keresztény nézetekkel. Az angyalok a jó forrásai, a bűnök pedig a gonosz megtestesülései. Többen a pokol lakói közül örömüket lelik abban, ha egymásnak fájdalmat okozhatnak. Mindezek ellenére az is előfordul, hogy olyanok kerülnek a pokolba, akik életükben jók voltak. A sors igazságtalansága ezekkel a személyekkel szemben és Jack észrevételei az élet igazságtalanságáról gyakran központi témái a képregénynek.

## A megjelenés története
David Hopkins már a Jacket megelőzően és készített furry-képregényeket, korábbi munkái közé tartozik például a Rework the Dead is. Miután befejezte a Trixi and Tet című munkáját, mely később a Jack harmadik története lett, akkori barátnője, későbbi felesége, Katie az javasolta neki, hogy képregényeivel nagyobb olvasótábort kellene megcéloznia. A szűk olvasótáborhoz szokott Hopkins némi vonakodás után végül hallgatott barátnőjére. A Trixi and Tet megjelenése után körülbelül ötezer olvasója volt. Hopkins-nak a Jack megjelenése óta, kitörve a webes-világból több nyomtatott Jack-képregénye és hozzá kapcsolódó spin-off képregénye jelent meg, valamint egyre növekvő olvasói táborra tett szert.
Első megjelenése óta a képregény jelentős ismertséget szerzett a furry-rajongók körében és olyan vendégalkotók is közreműködtek a sorozatban, mint Albert Temple és Candy Dewalt. Az A Doemain of Our Own és a Gene Catlow című furry-képregények a sorozat címszereplője, Jack is feltűnt egy-egy vendégszereplés erejéig.

## A sorozat szereplői
Jack
Jack a harag megtestesülése. Egy ráncos, zöld nyúl, aki egy szakadt barna köpenyt visel és egy kaszát hord magával. A Nagy Kaszásként az a feladata, hogy összegyűjtse a holtak lelkeit és elvigye őket végső ítéletük színhelyére. A fő cselekmény során Jack megpróbálja visszanyerni emlékeit az életében elkövetett bűneiről, amiket büntetése részeként eltávolítottak az emlékezetéből. Az emlékek hiánya miatt keveset tudni földi életéről, töredékek csak akkor kerülnek a felszínre, mikor azt a menny angyalai megengedik. Az emlékfoszlányok szerint emberek hozták létre őt egy kísérlet részeként, és hogy haragjának forrása egy hozzá hasonló kísérleti alany, Jill halála volt. Jacket nemi szervek nélkül hozták létre, hogy ne legyen képes szaporodni.
Fnar
Fnar, aki még születése előtt, anyja méhében halt meg, gyermekként jelenik meg kék és zöld matrózöltözékben. Annak ellenére, hogy Fnar bűn elkövetése nélkül halt meg, mégis a pokolba került, elsősorban azért, hogy anyja közelében legyen. Fnar mosolygós, kíváncsi és megbízik mindenkiben, akire ártatlansága miatt nem hatnak a pokol borzalmai. Ideje nagy részében a pokol hátborzongató és lenyűgöző tájait próbálja felfedezni, a Nagy Kaszás, Jack társaságában időzik vagy felkeresi pokolra szállt édesanyját. Fnar neve egy betűszó, mely az angol „For No Apparent Reason”, magyarul a „minden nyilvánvaló ok nélkül” kezdőbetűiből tevődik össze, mely utalás halálának körülményeire.
Drip Tiberius Rat
Drip Tiberius Rat a bujaság megtestesülése, egy hatalmas kék patkány, aki fekete forradásokat visel mindkét szeme körül. Életében Drip erőszaktevő és sorozatgyilkos volt. Halálában tovább folytatja életének bűneit és nem semmi megbánást vagy igényt a megváltásra, így mindenki számára nagy fenyegetést jelent, aki a közelébe merészkedik. Jack pokolbéli szenvedéseinek egyik forrása is maga Drip. Drip büntetésének része, hogy nem képes bármilyen kielégülést is szerezni a pokolban bűnei által. A szereplő Hopkins más képregényeiben is gyakran feltűnik.
Farrago
Farrago, Jack egyik barátja, egy fiatal angyal, aki gyakran próbál értelmet találni a menny és a pokol politikájában. Farrago nőstény vadászgörényként jelenik meg véres csonkokkal a hátán, amik arra utalnak, hogy szárnyait erőszakos úton távolították el. Jack és Farrago közeli barátságban vannak.
Central
Central egy keverék származású magas rangú angyal, aki szigorúan tartja magát Isten szabályaihoz. A történet során fény derült rá, hogy életükben ő és Jack közel álltak egymáshoz, de halálukban már egészen más a kettejük közötti kapcsolat. Bár Central látszólag mélyen lenézi a Kaszást, de természeténél fogva mégis a szívén viseli megváltását. Ebből adódóan a Jack iránti érzései gyakran okoznak neki belső konfliktust.
Egyéb szereplők
A sorozat egyéb szereplői közé a további öt halálos bűn megszemélyesítője: Vince Van Morrison, a kapzsiság; dr. Kane, az irigység; Bob és Lisa Vorsh, a falánkság; Emily a büszkeség; és a névtelen lustaság (a sorozatban „Sloth”-ként, vagyis „lustaságként” utalnak rá). Rajtuk kívül még más szereplők is megjelennek a pokolban, a mennyben, a purgatóriumban és a Földön is.

## Média
A sorozat webes megjelenése mellett 2007 novemberéig négy nyomtatott Jack-képregény, úgynevezett dead tree-kiadás jelent meg a Furnation Multimedia kiadásában. Ezek a kiadványok olyan történeteket is tartalmaznak melyek korábban nem voltak olvashatóak a világhálón. A Jack spin-offjaként jelent meg nyomtatott kiadásban a Cliff, Roz Gibson közreműködésével, és a Long Island, Katie Hopkins közreműködésével, melyek ugyanabban a világban játszódnak, mint az eredeti sorozat. A sorozat rajongói ezenkívül elkészítettek egy nem hivatalos freeware platformjátékot is, mely a Jack történetén alapul.
| Cím                    | Megjelenés       | Oldalszám |
| ---------------------- | ---------------- | --------- |
| Jack: Issue #01        | 2004. szeptember | 32        |
| Jack: Issue #02        | 2005. október    | 32        |
| Jack: Issue #03        | 2006. május      | 32        |
| Jack: Issue #04        | 2007. június     | 36        |
| Cliff: Issue #01       | 2005. január     | 32        |
| Cliff: Issue #02       | 2005. október    | 32        |
| Long Island: Issue #01 | 2006. május      | 32        |

## Fogadtatása
A Jack igen vegyes kritikai megítélésben részesült. A sorozatot pozitívan értékelő ismertetők kiemelték, hogy a Jack történetei azon felül, hogy szórakoztak, erkölcsi tanítást is megfogalmaznak.
Minden újabb történet mélyebb mint mit az előző volt, melyekben megjelenik a mennyet és a poklot irányító erők politikája és küzdelme. Minden történetnek van erkölcsi tanulsága; ami az olvasó saját lelkébe enged egy futó pillantást. A Jack filozófiai mű. A történetek mozgalmasak. A Jack erőszakos, szadista, kegyetlen, könyörtelen és egyetlen „ütést” sem hagy ki. Emellett a Jack valószínűleg az a legjobb képregény is ami napjainkban fellelhető a weben. Néha ugyan az olvasónak erős gyomorra van szüksége Hopkins elborzasztó képeihez, de aki ez képes kezelni, az egyet fog érteni velem.
Mindezzel szemben a Jacket több negatív kritika is érte éppen azért a borongós és komoly történetekért.
Csábító, hogy az ember belekezdjen a Jack, mint Hopkins hitvilágának egyfajta lenyomatának olvasásába. Csábító de egyúttal lehetetlen is, mivel a Jack zagyvaság, túlérzékeny New Age-es badarságok, tűz és kénkő keveréke. Külsőre a Jack egy mély merengés az élet értelméről, a halálról a megváltásról és bűnhődésről. De ha egy pillanatra is jobban megnézzük, ami először mélynek hatott csak kavargó káosz. Ez igen sajnálatos, mivel a Jack olyan elkeseredetten próbál komoly lenni, sokkolni és meghökkenteni a rosszul megrajzolt vérrel, belsőségekkel és más borzalmakkal.
A képregény kritikusa szintén negatívan értékelték a képeken tapasztalható erőszakot, a keresztény témákhoz való viszonyát és a gyakori helyesírási hibákat azzal a megjegyzéssel, hogy „a Jack sokat profitálhatna egy jó szerkesztőből”.

## Díjak és elismerések
A Jack a Demonology 101-el közösen nyerte el a 2004-es Web Cartoonists’ Choice-díjat „legjobb drámai képregény” kategóriában, melynek már 2002-ben, 2003-ban, majd pedig 2005-ben is jelöltje volt. 2002-ben és 2003-ban a „legjobb antropomorf képregény”, 2003-ban a „legjobb környezetdizájn” valamint 2005-ben a „legjobb történetötlet” kategóriáinak is a jelöltjei közé tartozott. 2001-ben és 2003-ban jelöltje volt az Ursa Major-díjnak „legjobb antropomorf képsor” kategóriában.

## Külső hivatkozások
- Jack – A Jack-webképregény hivatalos honlapja (angolul)
- Furplanet – A Jack képregénysorozat kiadójának hivatalos honlapja (angolul)
- Jack Wiki – A sorozat nem hivatalos wikije (angolul)